# Callimetopus siargaonus
Callimetopus siargaonus är en skalbaggsart som först beskrevs av Schultze 1919.  Callimetopus siargaonus ingår i släktet Callimetopus och familjen långhorningar.
Artens utbredningsområde är Filippinerna. Utöver nominatformen finns också underarten C. s. mindanaonis.